# Кульове поранення
«Кульове поранення» — кінофільм режисера Міши Веблей, що вийшов на екрани в 2012 році.

## Зміст
У цій картині будуть досліджені проблеми війни в Іраку. Події розгортаються навколо одного талановитого ветеринара, який змушений відправитися в пустелю, так як його переслідують вбивці.

## Ролі
| Актор             | Роль |
| ----------------- | ---- |
| Чедвік Боузман    | -    |
| Торі Кіттлз       | -    |
| Біллі Зейн        | -    |
| Пітер Грін        | -    |
| Денніс Едкінс     | -    |
| Тед Руні          | -    |
| Вікторія Блейк    | -    |
| Хейлі Талбот      | -    |
| Casey McFeron     | -    |
| Роберт Проджанскі | -    |

## Знімальна група
- Режисер — Міша Веблей
- Сценарист — Міша Веблей
- Продюсер — Джонні Джіллетт, Зек Хейген, Брендон Бейкер
- Композитор — Джейсон Уеллс